# Prahok

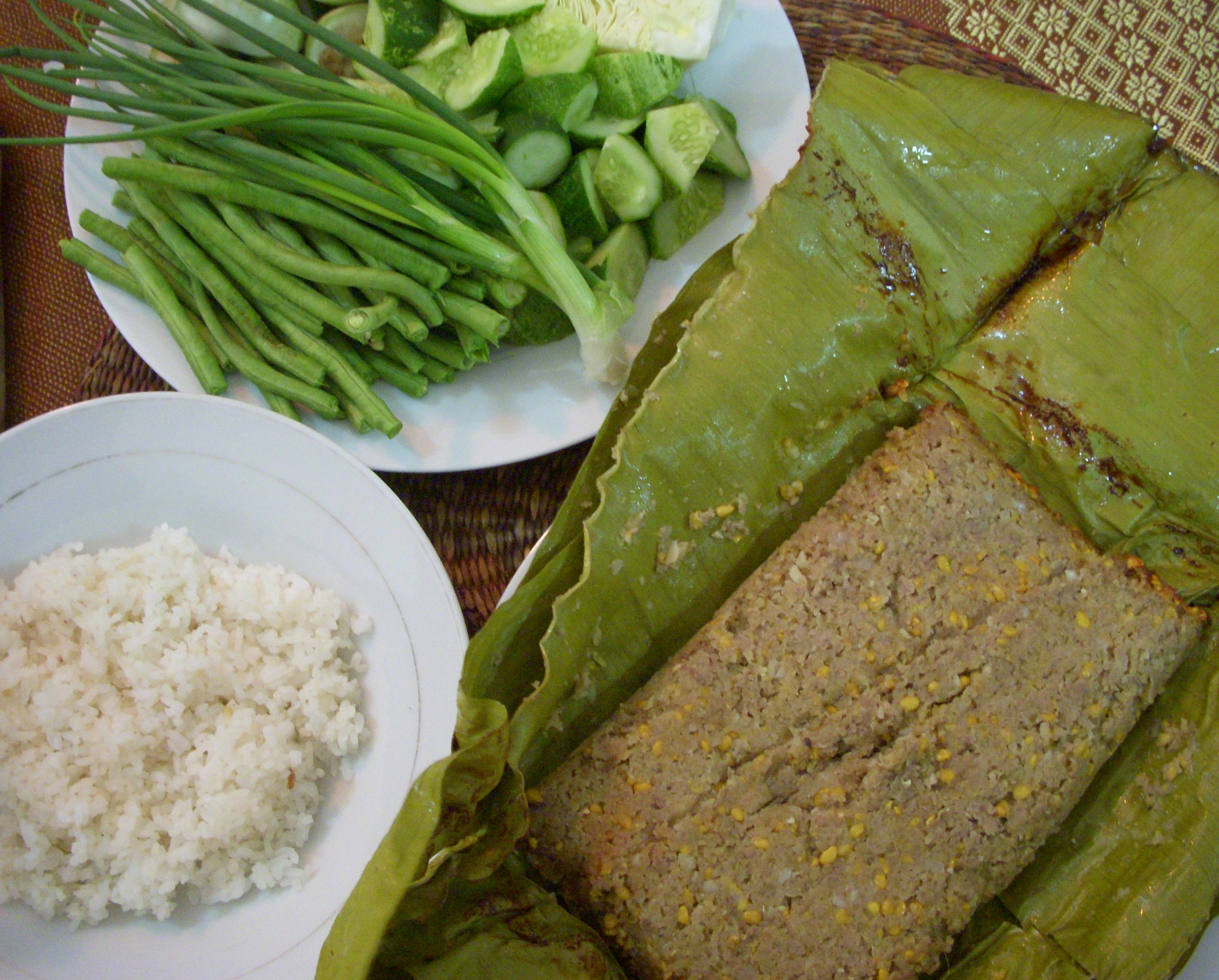
Du prahok cuit dans des feuilles de bananier et servi avec du riz et des légumes.

Le prahok (en khmer : ប្រហុក) est une pâte à base de poisson salé, fermenté et concassé. Confectionné à l’origine pour conserver le poisson durant les mois où celui-ci était rare, il est employé maintenant comme condiment dans la cuisine cambodgienne. Son odeur forte et caractéristique lui vaut parfois le surnom de « fromage cambodgien ». Le prahok est habituellement consommé en tant que plat principal avec du riz et des légumes tels que le dolique asperge, le concombre et l'aubergine thaï (en).

## Production

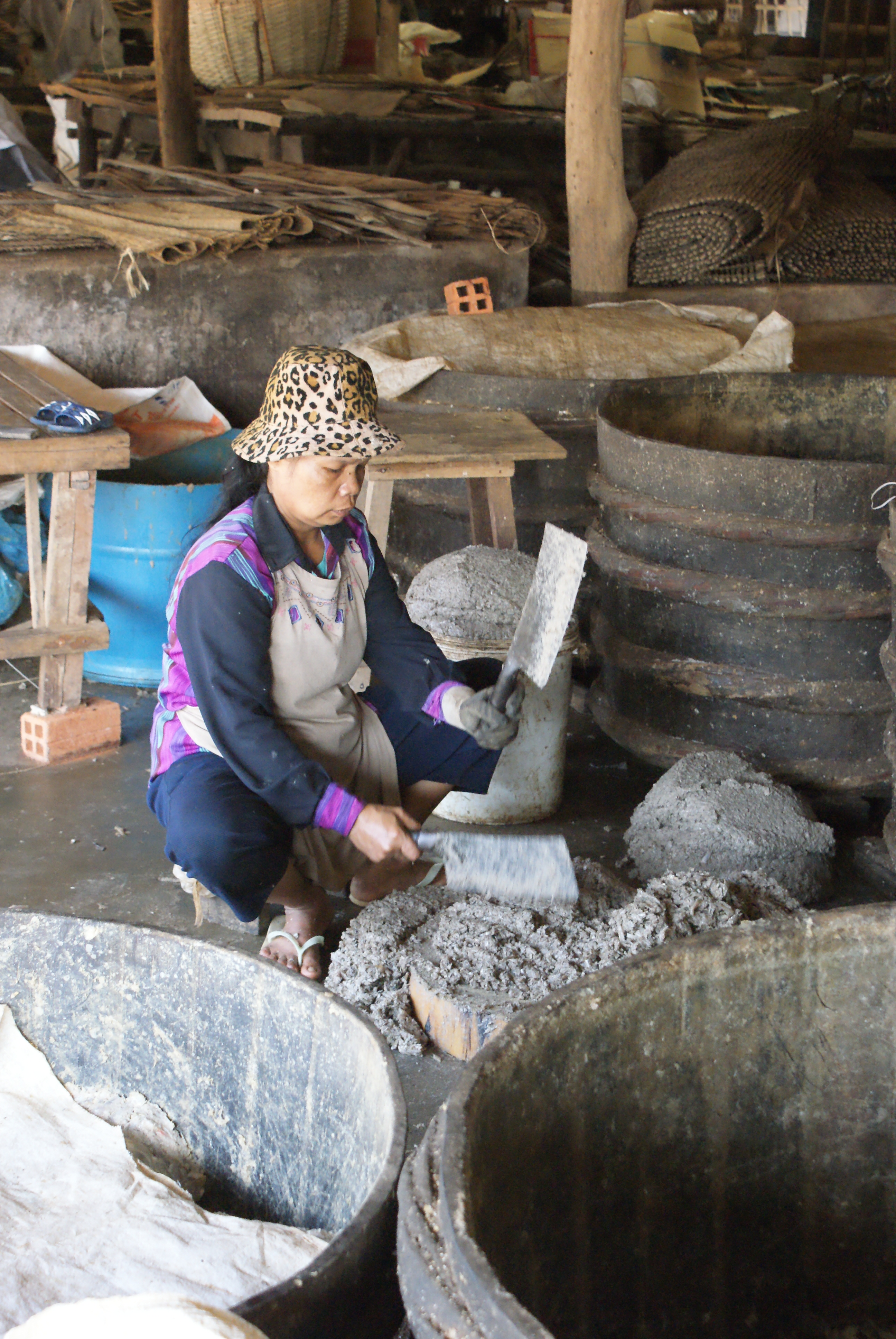
Une ouvrière hachant du poisson.

Le prahok est préparé à partir de poissons frais de différentes espèces, notamment des channa et des gouramis clair de lune. Une variété appelée prahok kanthara, utilisant un type particulier de gourami, est aussi attribuée aux Lao.
La chair écrasée ou moulue est exposée au soleil pour une journée entière, puis salée et mise à fermenter pendant vingt jours dans de grandes jarres d'argile munies d'un couvercle en bambou tressé. Selon sa qualité, le prahok peut se conserver de quelques semaines à trois ans. Du prahok est aussi produit au Viêt Nam et on en retrouve jusqu'aux États-Unis, importé pour la diaspora cambodgienne.

## Utilisation

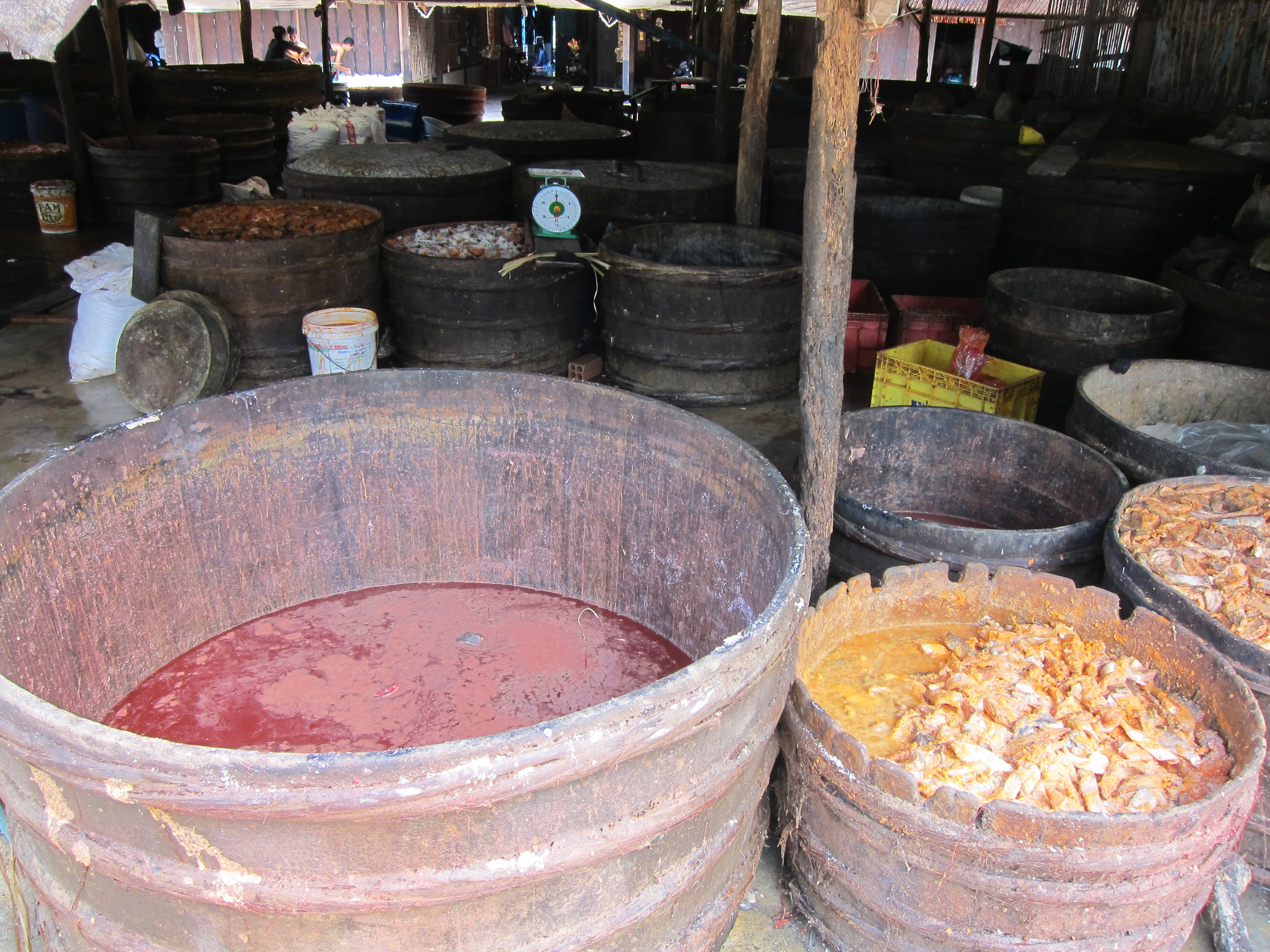
Tonneaux contenant du prahok.

Le prahok peut être préparé et servi de nombreuses manières. À cause de son goût salé et de sa saveur forte, il est utilisé dans de nombreux plats de la cuisine cambodgienne, notamment des soupes et des sauces. L'expression cambodgienne « pas de prahok, pas de sel » désigne un plat fade, soulignant l'importance du prahok dans la cuisine nationale. Parce qu'il est facilement conservable, le prahok est parfois distribué aux victimes d'inondations ou collecté par des œuvres de charité et d'autres organisations. Il est généralement consommé cuit ou frit afin d'éviter les problèmes sanitaires (le prahok consommé cru ne peut se conserver longtemps) et son odeur déplaisante.

### Spécialités à base deprahok
Le prahok chien (ប្រហុកជៀន) est un mélange de prahok de viande (habituellement du bœuf ou du porc et des piments. Il peut être consommé en tant que dip ou en accompagnement de légumes, notamment des concombres, des aubergines et du riz.
Le prahok gop (ប្រហុកកប់) ou prahok ang (ប្រហុកអាំង) est un mélange de prahok, de porc et d'autres ingrédients, enveloppé dans des feuilles de banane et mis à cuire sous des pierres près d'un feu ou sur du charbon.
Le prahok chao (ប្រហុកឆៅ) est une pâte faite de prahok, de citronnelle, de jus de lime, de piments frais et d'aubergine thaï, consommé avec un steak de bœuf, habituellement cuit bleu saignant. Ce type de prahok est aussi apprécié pour y tremper des légumes et des fruits.

## Galerie

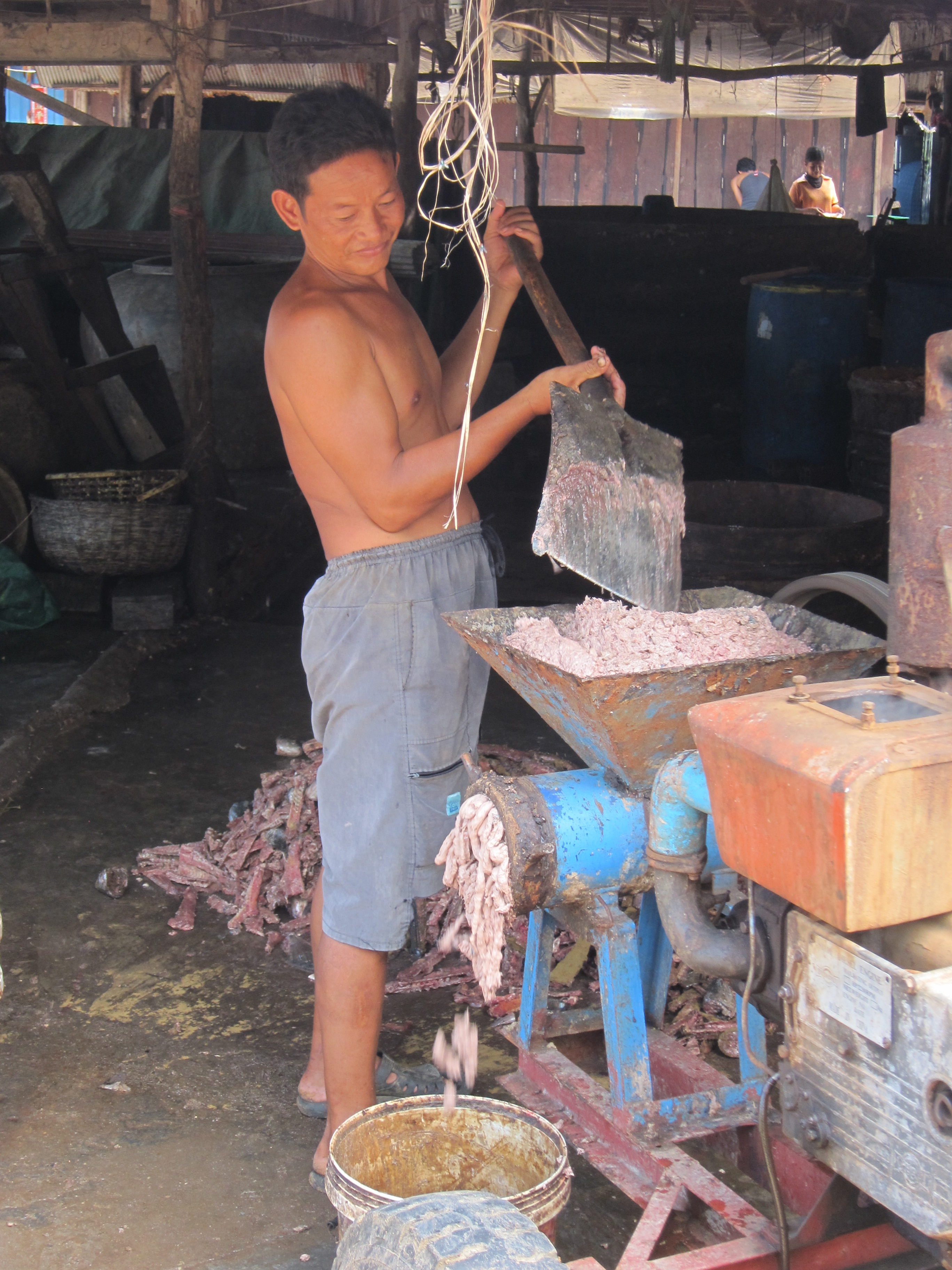
Un hachoir réduisant du poisson en purée.
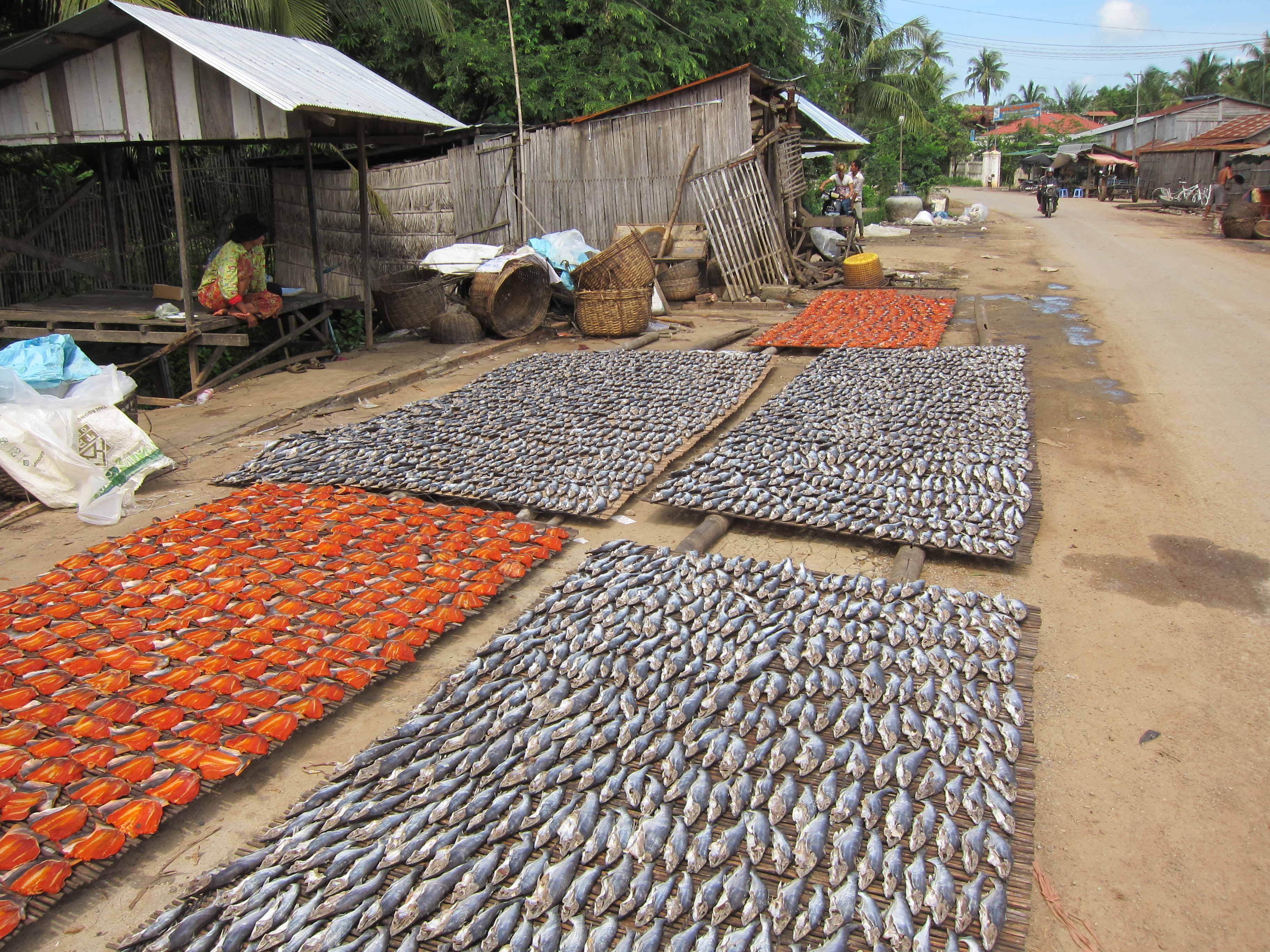
Poissons en train de sécher.
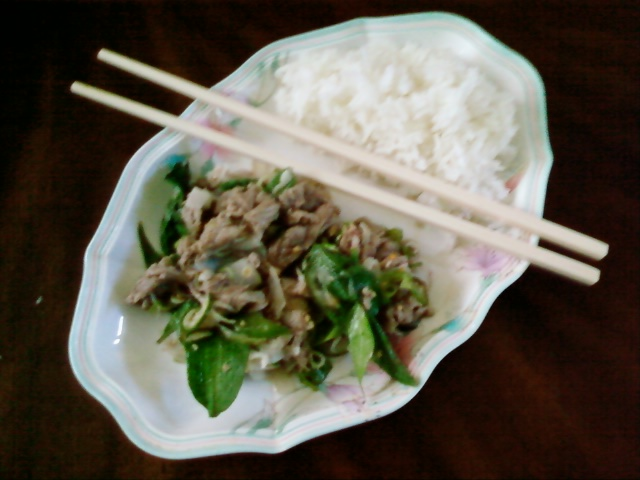
Salade de bœuf au prahok.
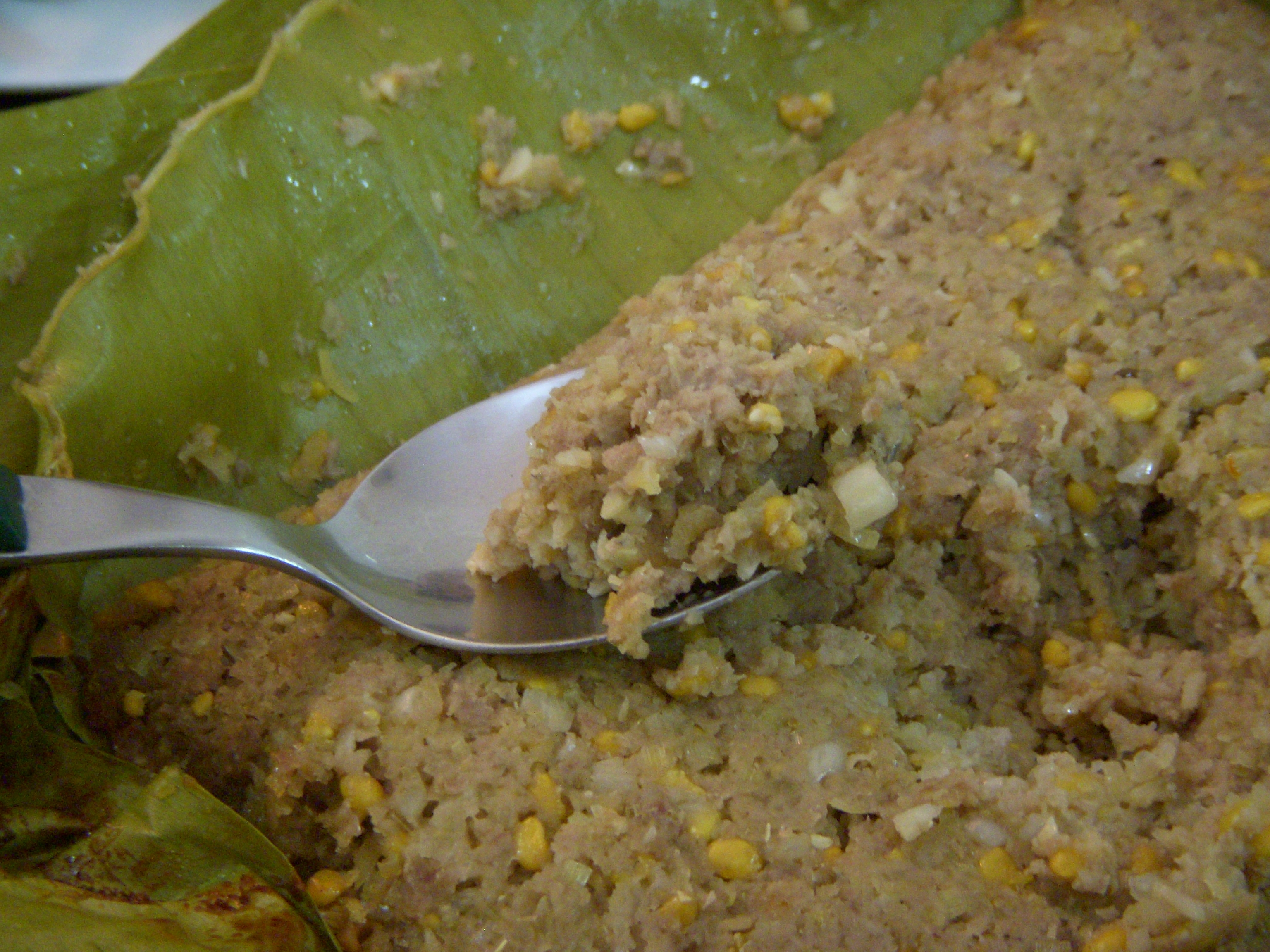
Zoom sur du prahok ang.
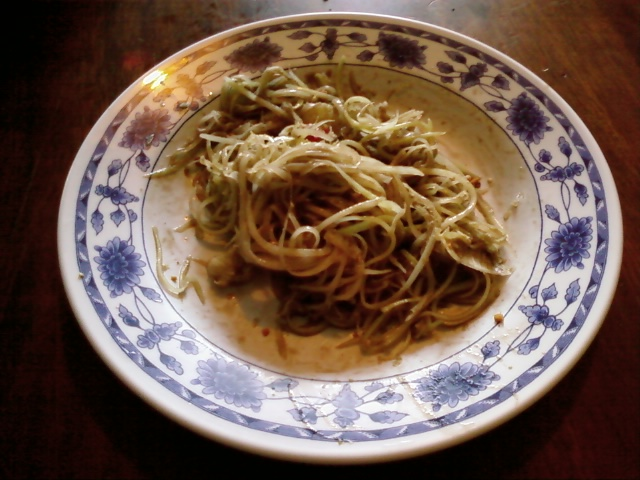
La salade de papaye est parfois assaisonnée de prahok.